# نامه به بابا نوئل ۳
نامه به بابا نوئل ۳ (لهستانی: Listy do M. 3) یک فیلم کمدی رمانتیک لهستانی به کارگردانی توماش کونتسکی است که در سال ۲۰۱۷ منتشر شد. این فیلم دنبالهٔ فیلم‌های نامه به بابا نوئل و نامه به بابا نوئل ۲ است.

## گزیدهٔ بازیگران
- وویچیخ مالایکات
- توماش کارولاک
- پیوتر آدامچیک
- آگنیشکا دیگانت
- ایزابلا کونا
- ماگدالنا روژچکا
- بوریس شیتس
- آندژی گرابوفسکی
- فیلیپ پوآویاک
- کاتاژینا زاوادسکا
- دانوتا استنکا
- استانیسواوا تسلینسکا
- زبیگنیف زاماخوفسکی
- بارتوش ابوخوویچ
- هانا اشلشینسکا
- گراژینا شاپوووفسکا
- کامیلا کامینسکا
- آنا ماتیشاک
- نیکودِم رُزبیتسکی
- یولیا وروبلفسکا
- آگنیشکا واگنر
- کشیشتف کوالفسکی
- توماش ساپریک